# George A. Olah

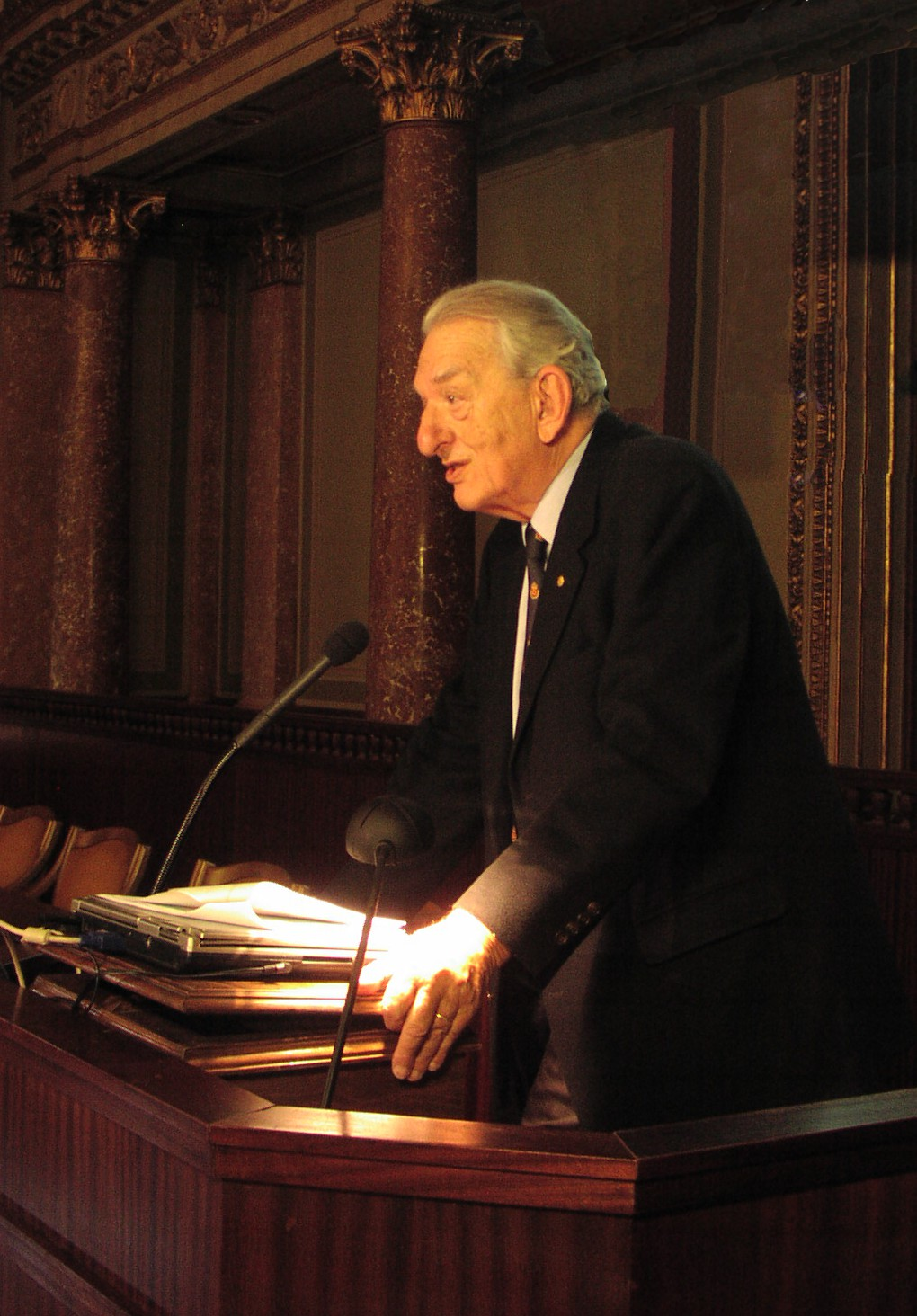
George A. Olah (2009)

George Andrew Olah, eigentlich György Oláh (* 22. Mai 1927 in Budapest; † 8. März 2017 in Beverly Hills) war ein US-amerikanischer Chemiker ungarischer Herkunft. 1994 erhielt er den Nobelpreis für Chemie.

## Leben
Olah wuchs in Ungarn auf und studierte an der Technischen und Wirtschaftswissenschaftlichen Universität Budapest bei Géza Zemplén. In nur vier Jahren absolvierte er Studium einschließlich Promotion und wurde 1949 Dozent bei Zemplén. Hier befasste Olah sich mit organischen Fluoriden, wozu ihm Zemplén auch den Balkon des Instituts zur Verfügung stellte. Aufgrund der Niederschlagung des Ungarischen Volksaufstands im Jahr 1956 emigrierte er mit seiner Familie – nach einem kurzen Aufenthalt in London (Großbritannien) – nach Kanada. Dort arbeitete er seit 1957 bei Dow Chemical in Sarnia, Ontario. Olahs Pionierarbeiten zur Carbokationen-Chemie begannen während dieser acht Jahre bei Dow. Im Jahre 1965 ging er an die Case Western Reserve University in Cleveland, Ohio, bevor er 1977 an die University of Southern California wechselte. 1971 wurde er in den USA eingebürgert.
Er war Professor für Organische Chemie an der University of Southern California in Los Angeles sowie Direktor des Loker Hydrocarbon Research Institute. In den letzten Jahren propagierte er prominent die Einführung einer Methanolwirtschaft, bei der Methanol als sauberer und effizienter Energieträger kostengünstig Öl und Gas ersetzen soll. Insbesondere solle Methanol auch unter Zuhilfenahme erneuerbarer Energiequellen synthetisiert werden.
Olah wurde 1994 der Nobelpreis für Chemie für seine Arbeit auf dem Gebiet der Carbokationen verliehen. 2005 erhielt er die Priestley-Medaille, die höchste Auszeichnung der American Chemical Society. Zudem wurde er 1976 in die National Academy of Sciences, 2001 in die American Philosophical Society und 2002 in die American Academy of Arts and Sciences aufgenommen. 1989 wurde er California Scientist of the Year. 1993 erhielt er den Chemical Pioneer Award und 1997 wurde er auswärtiges Mitglied der Royal Society.
Nach ihm ist der George A. Olah Award in Hydrocarbon or Petroleum Chemistry benannt, vorher ACS Award in Petroleum Chemistry, den Olah selbst 1964 erhielt.

## Arbeitsgebiete
Olah wurde besonders für die Untersuchung von Carbokationen und zugehörige Onium-Verbindungen in der organischen Chemie bekannt, die als reaktive Zwischenstufen auftreten und nach Stabilisierung mit Supersäuren dargestellt werden können. Das stellte er ausführlich in seiner Nobelvorlesung 1994 dar (My search for carbokations and their role in chemistry). Dabei wurden in seinem Labor auch die besonderen Eigenschaften der Magischen Säure entdeckt (sie zerlegt Kohlenwasserstoffketten wie bei Paraffin in tert-Butyl-Kationen). Er befasste sich auch mit Reaktionsmechanismen, Substitutionsreaktionen, Friedel-Crafts-Reaktionen und organische-Metall- und Fluor-Verbindungen. Olah war ab den 1960er Jahren in die jahrzehntelange Debatte zwischen Saul Winstein und Herbert C. Brown um den nichtklassischen Charakter der Carbokationen des 2-Norbornyl-Kations (eines Norbornan-Derivats) verwickelt, wobei es Olah und seiner Gruppe durch NMR-Studien bis in die 1980er Jahre gelang, die meisten Chemiker vom nichtklassischen Charakter (Carbokation) zu überzeugen (der endgültige Nachweis erfolgte 2013 durch Röntgenkristallographie). Zuletzt befasste er sich mit einer künftigen Methanolwirtschaft angesichts des Zuendegehens der fossilen Energiereserven. Dabei wurde sowohl die Gewinnung aus Biomasse und Holz als auch aus fossilen Energieträgern wie Kohle (bei Behandlung mit Supersäuren) und aus Kohlendioxid ins Auge gefasst. Carbon Recycling International benannte ihre auf Island errichtete Anlage zur Methanolgewinnung nach G. A. Olah.

## Preise und Auszeichnungen
- 1970 ACS Henry-Morley-Medaille[9]
- 1989 Kalifornischer Wissenschaftler des Jahres[9]
- 1989 Roger Adams Award für organische Chemie[9]
- 1993 Chemical Pioneer Award des American Institute of Chemists[10]
- 1994 Nobelpreis für Chemie[11]
- 1996 ACS F. A. Cotton Medaille[12]
- 1996 Golden Plate Award der American Academy of Achievement[13]

Nicht-Klassische (A) und Klassische (B) Sichtweise des 2-Norbornyl-Kations

- 2001 Arthur C. Cope Award[14]

## Werke (Auswahl)
- G. A. Olah, P. v. R. Schleyer (Hrsg.): Carbonium Ions, 5 Bände, Wiley 1968 bis 1972
- G. A. Olah: Carbocations and electrophilic reactions, Wiley 1974
- G. A. Olah: Halonium Ions, Wiley 1975
- G. A. Olah, L. Malhotra, S. Narang: Nitration, VCH, Weinheim 1989
- G. A. Olah, D. R. Squires: Chemistry of energetic materials, Academic Press 1991
- G. A. Olah, K. K. Laali, Q. Wang, G. K. S. Prakash: Onium Ions, Wiley, 1998.
- G. A. Olah: A Life of Magic Chemistry, John Wiley & Sons, 2001.
- G. A. Olah, A. Molnar: Hydrocarbon Chemistry, 2. Aufl., Wiley, 2003.
- G. A. Olah, G. K. Surya Prakash (Hrsg.): Carbocation Chemistry, Wiley, 2004.
- G. A. Olah, A. Goeppert, Surya Prakash: Beyond Oil and Gas: The Methanol Economy, Wiley-VCH, Weinheim 2005, ISBN 978-3-527-31275-7, ISBN 3-527-31275-7
- G. A. Olah, G. K. Surya Prakash, Jean Sommer, Arpad Molnar: Superacid Chemistry, 2. Auflage, Wiley 2009 (zuerst 1985 als Superacids)
- G. A. Olah, G. K. Surya Prakash, Arpad Molnar, Kenneth Wade, Robert E. Williams: Hypercarbon Chemistry, 2. Auflage, Wiley 2011
- G. A. Olah: Crossing Conventional Boundaries in Half a Century of Research, Journal of Organic Chemistry, Band 70, 2005, S. 2413–2429
- G. A. Olah, Douglas A. Klumpp: Superelectrophiles and their chemistry, Wiley 2007